# Vincent Gale
Vincent Gale (* 6. März 1968 in Glasgow, Schottland, Vereinigtes Königreich) ist ein kanadischer Schauspieler und Synchronsprecher. Er wirkte in britischen, kanadischen und US-amerikanischen Fernseh- und Filmproduktionen mit.

## Leben
Gale wurde am 6. März 1968 in Glasgow geboren. Er erhielt seine Bühnenausbildung an der dortigen Royal Conservatoire of Scotland. Er ist seit dem 25. März 2000 mit der Schauspielerin Jennifer Clement verheiratet. Für seine Rolle des Jimmy im Bordertown Café gewann er den Preis für den besten dramatischen Schauspieler von The Alberta Motion Picture Industry. 2002 erhielt er den Genie Award als bester männlicher Nebendarsteller für die Rolle des Shane im Film Last Wedding.
Er übernahm Nebenrollen 1997 in Absturz in der Wildnis, 1999 in Verhängnisvolle Vergangenheit, 2004 in The Final Cut – Dein Tod ist erst der Anfang, 2005 in 14 Hours, 2009 in Alien Trespass und 2016 in Himmlische Weihnachten. 1999 war Gale im Fernsehfilm The Order – Kameradschaft des Terrors in der Rolle des Larry Martin zu sehen. 2006 folgte eine größere Besetzung im Katastrophenfilm Meltdown – Days of Destruction an der Seite von Casper Van Dien. Von 2016 bis 2019 verkörperte er in 28 Episoden der Fernsehserie Van Helsing die Rolle des Phil „Flesh“. 2020 stellte er in acht Episoden der Fernsehserie Snowpiercer die Rolle des Robert Folger dar.
Gale lieh außerdem seine Stimme verschiedenen Charakteren in Animations- oder Zeichentrickserien/-filmen und Videospielen.

## Filmografie (Auswahl)

### Schauspieler
- 1980: The Lost Tribe (Mini-Serie)
- 1984: Zwei Schlitzohren rechnen ab (Draw!) (Fernsehfilm)
- 1984: Isaac Littlefeathers
- 1986: Hamilton's Quest (Fernsehserie)
- 1987: Mary Lou
- 1989: Bye Bye Blues
- 1989: Last Train Home (Fernsehfilm)
- 1990: MacGyver (Fernsehserie, Episode 6x03)
- 1990: Neon Rider (Fernsehserie, 2 Episoden)
- 1991: Run – Lauf um dein Leben (Run)
- 1991: 21 Jump Street – Tatort Klassenzimmer (21 Jump Street) (Fernsehserie, Episode 5x18)
- 1991: Zwischen Liebe und Haß (Crooked Hearts)
- 1994: Highlander (Fernsehserie, Episode 3x10)
- 1995: Wildes Land – The Outlaw Years (Lonesome Dove: The Outlaw Years) (Mini-Serie, Episode 1x10)
- 1996: Gejagt – Das zweite Gesicht (Two) (Fernsehserie, Episode 1x08)
- 1997: Major Crime (Fernsehfilm)
- 1997: Absturz in der Wildnis (True Heart)
- 1997–1999: Dead Man's Gun (Fernsehserie, 2 Episoden, verschiedene Rollen)
- 1998: Dirty
- 1998: Baby Monitor: Sound of Fear (Fernsehfilm)
- 1998: F/X (Fernsehserie, Episode 2x11)
- 1998: Escape – Flucht ohne Ausweg (The Escape) (Fernsehfilm)
- 1998: Die Angst jeder Mutter (Every Mother's Worst Fear) (Fernsehfilm)
- 1998: Killers in the House (Fernsehfilm)
- 1998: The Alley (Kurzfilm)
- 1998–2000: Outer Limits – Die unbekannte Dimension (The Outer Limits) (Fernsehserie, 3 Episoden, verschiedene Rollen)
- 1999–2002: Da Vinci’s Inquest (Fernsehserie, 5 Episoden, verschiedene Rollen)
- 1999: Verhängnisvolle Vergangenheit (A Murder on Shadow Mountain) (Fernsehfilm)
- 1999: The Order – Kameradschaft des Terrors (Brotherhood of Murder) (Fernsehfilm)
- 2000: Seven Days – Das Tor zur Zeit (Seven Days) (Fernsehserie, Episode 2x15)
- 2000: Trixie
- 2000: First Wave – Die Prophezeiung (First Wave) (Fernsehserie, Episode 3x01)
- 2000–2004: Auf kalter Spur (Cold Squad) (Fernsehserie, 2 Episoden)
- 2001: Big Sound (Fernsehserie, Episode 1x06)
- 2001: Strange Frequency
- 2001: Last Wedding
- 2002: Special Unit 2 – Die Monsterjäger (Special Unit 2) (Fernsehserie, Episode 2x10)
- 2002: Jeremiah – Krieger des Donners (Jeremiah) (Fernsehserie, Episode 1x09)
- 2002: Strange Frequency 2 (Fernsehfilm)
- 2002: Stargate – Kommando SG-1 (Stargate SG-1) (Fernsehserie, Episode 6x05)
- 2002: Monk (Fernsehserie, 2 Episoden)
- 2002: The Space Between (Kurzfilm)
- 2002: Punch
- 2002: Breaking News (Fernsehserie, 13 Episoden)
- 2003: Gefangene der Zeit (A Wrinkle in Time) (Fernsehfilm)
- 2003: Queer as Folk (Fernsehserie, 4 Episoden)
- 2003: Dead Zone (Fernsehserie, Episode 2x19)
- 2004: The Final Cut – Dein Tod ist erst der Anfang (The Final Cut)
- 2004: The Twelve Days of Christmas Eve (Fernsehfilm)
- 2005: 14 Hours (Fernsehfilm)
- 2005: Tatort: Presidio (Murder at the Presidio) (Fernsehfilm)
- 2005: Fugitives Run
- 2005–2009: Battlestar Galactica (Fernsehserie, 5 Episoden)
- 2006: Firewall
- 2006: Meltdown – Days of Destruction (Meltdown) Fernsehfilm)
- 2006: Murder on Pleasant Drive (Fernsehfilm)
- 2006: Intelligence (Fernsehserie, Episode 1x03)
- 2006: Rapid Fire – Der Tag ohne Wiederkehr (Rapid Fire) (Fernsehfilm)
- 2006–2017: Supernatural (Fernsehserie, 3 Episoden, verschiedene Rollen)
- 2007: Painkiller Jane (Fernsehserie, Episode 1x09)
- 2007: 4400 – Die Rückkehrer (The 4400) (Fernsehserie, Episode 4x02)
- 2007: Eureka – Die geheime Stadt (Eureka) (Fernsehserie, Episode 2x02)
- 2007: American Venus
- 2007: BloodRayne II: Deliverance
- 2007: Battlestar Galactica: Auf Messers Schneide (Battlestar Galactica: Razor) (Fernsehfilm)
- 2007: Swap (Kurzfilm)
- 2007: Second Sight – Das zweite Gesicht (Fernsehfilm)
- 2007: Masters of Science Fiction (Fernsehserie, Episode 1x06)
- 2007: Everest – Wettlauf in den Tod (Everest) (Fernsehfilm)
- 2007: Dragon Boys (Fernsehserie, 2 Episoden)
- 2008: Mothers&Daughters
- 2008: In Translation (Kurzfilm)
- 2008: Mail Order Bride (Fernsehfilm)
- 2009: Alien Trespass
- 2009: Excited
- 2009: Web of Desire (Fernsehfilm)
- 2009: Fringe – Grenzfälle des FBI (Fringe) (Fernsehserie, Episode 2x07)
- 2010: Human Target (Fernsehserie, Episode 1x10)
- 2010: Fathers & Sons
- 2010: Der Weihnachtsstreik (On Strike for Christmas) (Fernsehfilm)
- 2010: The Cult (Fernsehfilm)
- 2010–2011: Sanctuary – Wächter der Kreaturen (Fernsehserie, 2 Episoden)
- 2010–2011: Stargate Universe (Fernsehserie, 6 Episoden)
- 2011: SGU Stargate Universe Kino (Mini-Serie, Episode 1x33)
- 2011: Chaos (Fernsehserie, Episode 1x11)
- 2011: True Justice (Fernsehserie, 2 Episoden)
- 2011: R. L. Stine’s The Haunting Hour (Fernsehserie, Episode 2x03)
- 2012: Blackstone (Fernsehserie, 5 Episoden)
- 2013: Motive (Fernsehserie, Episode 1x03)
- 2013: She Made Them Do It (Fernsehfilm)
- 2013: Romeo Killer: The Chris Porco Story (Fernsehfilm)
- 2013–2014: Bates Motel (Fernsehserie, 5 Episoden)
- 2014: Sole Custody (Fernsehfilm)
- 2014: My Gal Sunday (Fernsehfilm)
- 2014: Psych (Fernsehserie, Episode 8x05)
- 2014: Hectors Reise oder die Suche nach dem Glück (Hector and the Search for Happiness)
- 2014: Big Eyes
- 2015: Surprised by Love (Fernsehfilm)
- 2015: Reign (Fernsehserie, 2 Episoden)
- 2015: Ungodly Acts (Fernsehfilm)
- 2015: Love on the Air (Fernsehfilm)
- 2015: Detective McLean (Fernsehserie, Episode 1x09)
- 2015: Der Instinkt einer Mutter (Her Own Justice) (Fernsehfilm)
- 2016: Get Out Alive ((Fernsehfilm)
- 2016: On the Farm (Fernsehfilm)
- 2016: Feuer im Kopf (Brain on Fire)
- 2016: Arrow (Fernsehserie, Episode 5x04)
- 2016: Who Killed JonBenét? (Fernsehfilm)
- 2016: Himmlische Weihnachten (A Heavenly Christmas) (Fernsehfilm)
- 2016–2019: Van Helsing (Fernsehserie, 28 Episoden)
- 2017: Zwischen zwei Leben (The Mountain Between Us)
- 2017: All of My Heart: Inn Love (Fernsehfilm)
- 2017: Travelers – Die Reisenden (Travelers) (Fernsehserie, Episode 2x08)
- 2017–2018: Emma Fielding Mysteries (Mini-Serie, 2 Episoden)
- 2018: Supergirl (Fernsehserie, Episode 4x01)
- 2019: Morning Show Mysteries (Mini-Serie, Episode 1x04)
- 2020: Jeff Jackson (Fernsehserie, Episode 1x02)
- 2020: Sniper: Assassin’s End
- 2020: Snowpiercer (Fernsehserie, 8 Episoden)
- 2021: The Long Island Serial Killer: A Mother's Hunt for Justice (Fernsehfilm)
- 2021: Every Breath You Take

## Synchronsprecher
- 1999–2001: Sherlock Holmes in the 22nd Century (Zeichentrickserie, 26 Episoden)
- 2000–2003: X-Men Evolution – Die Mutanten (X-Men: Evolution) (Zeichentrickserie, 9 Episoden)
- 2001: InuYasha – Affections Touching Across Time (Inuyasha: Toki o Koeru Omoi) (Zeichentrickfilm)
- 2003: Do Not Disturb (Kurzfilm)
- 2016: Jue ji (Animationsfilm)
- 2017: Gigantic (Videospiel)
- 2019: Der Prinz der Drachen (The Dragon Prince) (Zeichentrickserie, Episode 3x03)